# 11. Festival des politischen Liedes
11. Festival des politischen Liedes es un álbum en directo interpretado por artistas de diversas nacionalidades, grabado en febrero de 1981 en el contexto de la undécima versión del Festival de la canción política (en alemán: Festival des politischen Liedes) organizado por la Juventud Libre Alemana (FDJ) en el este de Berlín, en la época de la República Democrática Alemana.
Entre los intérpretes de habla hispana en el álbum se encuentran la agrupación chilena Los Jaivas, finalizando el álbum.
Su título a veces está antecedido por la frase alemana Die Platte Von, que aparece en la carátula del disco y que significa «la Junta Directiva de».

## Lista de canciones
| 11. Festival des politischen Liedes |                                    |        |                                    |          |  |
| N.º                                 | Título                             | Música | Intérprete                         | Duración |  |
| 1.                                  | «Jelka - drei rote Pfiffe»         |        | Schmetterlinge                     |          |  |
| 2.                                  | «Südafrika»                        |        | Singegruppe des ANC                |          |  |
| 3.                                  | «Gehen wir zum bewaffneten Kampf»  |        | Norma Gaeda unt Ajavier Alonso     |          |  |
| 4.                                  | «Tanz der Bauern»                  |        | Carlos Paredes y Fernando Alvin    |          |  |
| 5.                                  | «Tay Nguyens Lied»                 |        | März Vietnam                       |          |  |
| 6.                                  | «Western Plains»                   |        | Larry Long                         |          |  |
| 7.                                  | «Adelsdorf»                        |        | Spartakus PH, Potsdam              |          |  |
| 8.                                  | «Bonny Barby-O»                    |        | Battlefield Bans                   |          |  |
| 9.                                  | «Mein Land ist dein treuer Freund» |        | Pandorama                          |          |  |
| 10.                                 | «Das Feuer am Streikzelt»          |        | Türkische Arbeiterchor, Westberlin |          |  |
| 11.                                 | «Die ganze Erde uns»               |        | Maria Dimitriadi, FDJ-Chor, Dresde |          |  |
| 12.                                 | «Valkon Kuoihka»                   |        | Aollohas Doakhi                    |          |  |
| 13.                                 | «Die Erwachsenen haben auch Angst» |        | Bjarne Jes Hansen Quartet          |          |  |
| 14.                                 | «Wiege der RevolutioN»             |        | Dosti                              |          |  |
| 15.                                 | «Indianischer Bruder»              |        | Los Jaivas                         |          |  |